# تسعة من ليتل روك (فلم)
تسعة من ليتل روك (بالإنجليزية: Nine from Little Rock) هو فيلم وثائقي أمريكي قصير تم انتاجة عام 1964 أخرجه تشارلز غوغنهايم حول ليتل روك ناين، أول تسعة طلاب أمريكيين من أصل أفريقي يحضرون مدرسة ثانوية في أركنساس مع اشخاص بيض بالكامل في عام 1957. تم إعداد الفيلم بتكليف من قبل جورج ستيفنز جونيور من وكالة المعلومات الأمريكية. حصل الفيلم على جائزة أوسكار لأول مرة في حفل توزيع جوائز الأوسكار السابع والثلاثين، الذي أقيم عام 1965، عن فيلم وثائقي قصير. كما تم ترشيحه في نفس الفئة في نفس العام للأطفال بدون. الفيلم رواه جيفرسون توماس، أحد ليتل روك ناين، الذي توفي عام 2010.

## الطاقم
- جيفرسون توماس بنفسه - الراوي
- إيرنست غرين بنفسه
- ثيلما ماذرشيد وير[الإنجليزية] بنفسها

## روابط خارجية
- Nine from Little Rock على يوتيوب, posted by the National Archives and Records Administration